# Сулейменов, Мехлис Касымович
Мехлис Касымович Сулейменов (каз. Мехлис Қасымұлы Сүлейменов; 1 марта 1939, Караганда, Казахская ССР, СССР — 26 мая 2024) — казахстанский учёный-агроном. доктор сельскохозяйственных наук (1982), профессор. академик НАН РК (1990). Лауреат Президентской премии мира и духовного согласия Республики Казахстан (1992).

## Биография
Родился 1 марта 1939 года в городе Караганде.
В 1960 году окончил Казахский государственный сельскохозяйственный институт.
В 1967 году Защитил кандидатскую диссертацию по специальности «Земледелие».
В 1982 году Докторская диссертация по специальности «Растениеводство».
В 1985 году М.Сулейменов был избран членом-корреспондентом ВАСХНИЛ по специальности «Земледелие».
Избрание академиком Казахской академии сельскохозяйственных наук состоялось в 1990 году. Он являлся зарубежным членом Российской академии сельскохозяйственных наук.
Умер 26 мая 2024 года в возрасте 85 лет.

## Трудовая деятельность
Трудовая деятельность Мехлиса Касымовича началась в 1960 году в качестве научного сотрудника Актюбинской с.-х. опытной станции.
С 1960 по 1962 годы — учился в аспирантуре, а затем работал старшим научным сотрудником (1965), заведующим лабораторией агротехники полевых культур (1966—1980), заведующим отделом земледелия (1980—1982), заместителем директора по научной работе (1982—1985) во Всесоюзном научно-исследовательском институте зернового хозяйства (ВНИИЗХ).
В 1985 по 1994 годы — работал директором ВНИИЗХ, а затем Казахского НИИЗХ им. А. И. Бараева.
С 1994 по 1995 годы — Депутат Верховного Совета Казахстана XIII созыва.
В 1995 по 1996 годы — Вице-президент Казахской академии сельскохозяйственных наук.
В 1997 по 2007 годы — М. К. Сулейменов работал в Ташкенте заместителем регионального координатора международного центра сельскохозяйственных исследований в засушливых регионах ИКАРДА по Центральной Азии и Закавказью, а затем консультантом международного центра улучшения пшеницы и кукурузы СИММИТ.
С 2007 года и до кончины ученый работал главным научным сотрудником НПЦ зернового хозяйства им. А. И. Бараева.

## Награды и звания
- 1973 — Указом Президиума Верховного Совета СССР награждён орденом «Трудового Красного Знамени»
- 1975 — Почётный гражданин штата Небраска (США).
- 1976 — Указом Президиума Верховного Совета СССР награждён орденом «Знак Почёта»
- 1980 — Указом Президиума Верховного Совета СССР награждён орденом «Дружбы народов»
- 1992 — Лауреат Президентской премии мира и духовного согласия Республики Казахстан № 1 из рук президента РК в Акорде.
- 1998 — Награждён первой государственной медалью Республики Казахстан «Астана»
- 2009 — Указом Президента Республики Казахстан награждён орденом «Парасат» За выдающиеся заслуги в аграрной науке Казахстана[4][5].
- Награждён Почётной грамотой Верховного Совета Казахской ССР
- Награждён благодарственным письмом и нагрудным знаком Первого Президента Республики Казахстан.
- Медали
- Медаль «В ознаменование 100-летия со дня рождения Владимира Ильича Ленина» (1970)
- Медаль «За освоение целинных земель» (1966)
- Медаль «За трудовую доблесть» (1970)
- Указом Президиума Верховного Совета СССР награждён медалью «Ветеран труда».

## Научные, литературные труды
Основные направления научных исследований: севообороты, обработка почвы, агротехника возделывания полевых культур.
Наиболее крупные научные достижения: разработаны интенсивные технологии возделывания яровой пшеницы для Северного Казахстана, плодосменные севообороты для чернозёмных почв.
Автор около 1500 опубликованных научных трудов, в том числе 7 монографий и 2 авторских свидетельств на изобретение.
В рамках научного сотрудничества посетил около 20 стран мира: США, Францию, Германию, Канаду, Китай, Японию, Индию, Южную Корею, Монголию, Испанию, Голландию, Данию, Польшу, Венгрию, Австралию, Новую 3еландию, Турцию, Сирию, Египет и Иорданию.
М. К. Сулейменов, свободно владея английским языком, выступал с лекциями в ведущих университетах США, Канады и Японии. Кроме того, в разной степени владеет ещё 15 языками народов мира.